# Gaby Ahrens
Gaby Diana Ahrens (* 15. März 1981 in Windhoek, Südwestafrika) ist eine ehemalige namibische Sportschützin im Trap.
Ahrens stammt aus einer schießsportbegeisterten Familie, ihr Vater Hasso Ahrens, ein ehemaliger Fußballspieler, ist ebenfalls Sportschütze und namibischer Nationaltrainer. Auch ihr Bruder Sven Ahrens war erfolgreicher Sportschütze. 
Die 1,70 Meter große Rechtshänderin ist mit Gielie van Wyk verheiratet und gehört auf Vereinsebene der Namibia Olympic Shotgun Range in Windhoek an. Sie agiert seit 2003 bei internationalen Turnieren und ist Mitglied der Namibia Shooting Union. Gaby Ahrens nahm unter anderem an den Olympischen Spielen 2008 in Peking teil und qualifizierte sich im Mai 2011 für die Olympischen Spiele 2012 in London. Dort belegte sie dann mit erzielten 59 Ringen den 22. und somit letzten Platz im Wettbewerb. Durch den erneuten Sieg der Afrikameisterschaft 2015, war Ahrens für die Olympischen Sommerspiele 2016 qualifiziert.
Zudem gewann sie zahlreiche Titel bei namibischen Meisterschaften und unter anderem 2011 bei den Afrikameisterschaften.
Ahrens war von Februar 2019 bis Mitte 2020 eines der fünf vom Weltfußballverband FIFA eingesetzten Mitglieder des Normalisierungskomitees der Namibia Football Association. Sie ist im IOC aktiv und ist Vorsitzende der Association of National Olympic Committees of Africa (ANOCA) und Vizevorsitzende des Athlerenrates der Welt-Anti-Doping-Agentur (WADA). Ahrens ist Vizepräsidentin des Namibia National Olympic Committee.

## Erfolge
- Namibische Meisterin: seit 2006 durchgehend
- Afrikameisterschaften:
  - 2015 in  Kairo: 1. Platz (Trap)[6]
  - 2013 in  Kairo: ?
  - 2011 in  Rabat: 1. Platz (Trap)[7], 5. Platz (Skeet)
  - 2007 in  Kairo: 2. Platz (Trap)
  - 2003 in  Pretoria: 6. Platz (Trap), 4. Platz (Doppeltrap)
- Olympische Spiele:
  - 2008: 20. Platz
  - 2012: 22. Platz
  - 2016: 9. Platz